# Chivas USA
C.D. Chivas USA a fost o echipă de fotbal din Major League Soccer.

## Lotul actual
Din 27 august 2011.
| Nr. |                            | Poziție | Jucător                 |
| --- | -------------------------- | ------- | ----------------------- |
| 1   | Statele Unite ale Americii | P       | Dan Kennedy             |
| 2   | Noua Zeelandă              | F       | Andrew Boyens           |
| 3   | Statele Unite ale Americii | F       | Heath Pearce            |
| 4   | Costa Rica                 | F       | Michael Umaña           |
| 5   | Brazilia                   | M       | Paulo Nagamura          |
| 7   | Noua Zeelandă              | M       | Simon Elliott (captain) |
| 8   | Mexic                      | M       | Mariano Trujillo        |
| 9   | Columbia                   | A       | Juan Pablo Ángel        |
| 10  | Statele Unite ale Americii | M       | Nick LaBrocca           |
| 11  | Statele Unite ale Americii | M       | Michael Lahoud          |
| 13  | Canada                     | F       | Ante Jazić              |
| 15  | Venezuela                  | A       | Alejandro Moreno        |

| Nr. |                            | Poziție | Jucător            |
| --- | -------------------------- | ------- | ------------------ |
| 16  | Franța                     | M       | Laurent Courtois   |
| 17  | Statele Unite ale Americii | A       | Justin Braun       |
| 18  | Statele Unite ale Americii | M       | Blair Gavin        |
| 19  | Statele Unite ale Americii | M       | Jorge Flores       |
| 20  | Statele Unite ale Americii | F       | Zarek Valentin     |
| 21  | Statele Unite ale Americii | M       | Ben Zemanski       |
| 22  | Statele Unite ale Americii | P       | Zach Thornton      |
| 23  | Argentina                  | A       | Marcos Mondaini    |
| 27  | Statele Unite ale Americii | A       | Chris Cortez       |
| 59  | Statele Unite ale Americii | M       | Bryan de la Fuente |
| 77  | Brazilia                   | F       | David Júnior Lopes |
| 99  | Ecuador                    | A       | Víctor Estupiñán   |